# Caralluma edwardsiae
Caralluma edwardsiae là một loài thực vật có hoa trong họ La bố ma. Loài này được (M.Gilbert) M.G.Gilbert mô tả khoa học đầu tiên năm 1990.